# Gorkowskoje (Kaliningrad)
Gorkowskoje (russisch Горьковское, deutsch Watzum, bis 1902: Wartnicken) ist ein Ort in der russischen Oblast Kaliningrad. Er gehört zur kommunalen Selbstverwaltungseinheit Stadtkreis Selenogradsk im Rajon Selenogradsk.

## Geographische Lage
Gorkowskoje liegt acht Kilometer südöstlich der Stadt Swetlogorsk (Rauschen) und 24 Kilometer südwestlich der Kreisstadt Selenogradsk (Cranz) an der russischen Fernstraße A 192 (Teilabschnitt der ehemaligen deutschen Reichsstraße 143). Innerorts mündet in die Fernstraße eine aus südöstlicher Richtung von dem inzwischen untergegangenen Ort Thierenberg (russisch: Dunajewka) über Listopadowka (Bärholz) und Dubrowka (Regehnen) kommende Nebenstraße. Romanowo (Pobethen) –  bis 1945 Watzum-Pobethen genannt – ist die nächste Bahnstation an der Bahnstrecke Kaliningrad–Swetlogorsk, der ehemaligen Samlandbahn.

## Geschichte
Bei dem bis 1946 Watzum genannten Gutsdorf handelte es sich um ein Adliges Gut – das einzige im weiteren Umkreis von Pobethen (heute russisch: Romanowo). Im Jahre 1874 wurde das seinerzeit noch Wartnicken genannte Dorf in den neu errichteten Amtsbezirk Woytnicken (russisch: Wolodino, nicht mehr existent) eingegliedert, der zum Landkreis Fischhausen (1939 bis 1945 Landkreis Samland) im Regierungsbezirk Königsberg der preußischen Provinz Ostpreußen gehörte.
Aus Gründen möglicher Verwechslung mit dem ebenfalls an der Samlandbahn gelegenen Ort Warnicken (heute russisch: Lesnoje) wurde Wartnicken am 16. November 1902 in „Watzum“ umbenannt. Diesen Namen wählte der damalige Gutsbesitzer von König aus, der ein Stammgut gleichen Namens –  Watzum im heute niedersächsischen Landkreis Wolfenbüttel – besaß.
Im Jahre 1910 zählte Watzum 115 Einwohner. Am 30. September 1928 verlor der Ort seine Eigenständigkeit und wurde nach Regehnen (heute russisch: Dubrowka) eingemeindet.
Als Kriegsfolge kam Watzum 1945 mit dem nördlichen Ostpreußen zur Sowjetunion. Der Ort erhielt im Jahr 1950 wieder eigenständig die russische Bezeichnung Gorkowskoje und wurde gleichzeitig dem Dorfsowjet Romanowski selski Sowet im Rajon Primorsk zugeordnet. Von 2005 bis 2015 gehörte Gorkowskoje zur Landgemeinde Kowrowskoje selskoje posselenije und seither zum Stadtkreis Selenogradsk.

## Kirche
Mit seiner überwiegend evangelischen Bevölkerung war Watzum vor 1945 in das Kirchspiel der Pfarrkirche in Pobethen (heute russisch: Romanowo) eingegliedert. Es gehörte zum Kirchenkreis Fischhausen (Primorsk) innerhalb der Kirchenprovinz Ostpreußen der Kirche der Altpreußischen Union. Heute liegt Gorkowskoje im Einzugsbereich der evangelisch-lutherischen Gemeinde in Selenogradsk (Cranz), einer Filialgemeinde der Auferstehungskirche in Kaliningrad (Königsberg) innerhalb der Propstei Kaliningrad der Evangelisch-lutherischen Kirche Europäisches Russland.